# Véres játék 4.
A Véres játék 4. ( eredeti cím: Bloodsport 4: The Dark Kumite) 1999-ben videón megjelent amerikai harcművészeti film, a Véres játék-filmek negyedik, egyben befejező része (bár azokhoz történetileg nem kapcsolódik). A filmet Elvis Restaino rendezte (ő kisebb szerepben a filmben is feltűnik), a produceri teendőket az előző két rész rendezője, Alan Mehrez látta el. A főszereplő ismét Daniel Bernhardt, de az előző filmektől eltérő szerepben tűnik fel.
A kritikusok egyhangúlag negatívan értékelték a filmet és maga Bernhardt sem volt jó véleménnyel róla.

## Rövid történet
Egy harcművész bajnok rendőr beépített emberként börtönbe vonul, hogy egy korábban megszökött fegyenc ügyében nyomozzon. Az intézményben hamarosan felfedez egy életre-halálra vívott, illegális harcművészeti viadalt, melynek akarata ellenére ő is részesévé válik.

## Cselekmény
John Keller nyomozó részt vesz egy Caesar nevű férfi által szervezett illegális harcművészeti viadalon, de nem hajlandó megölni legyőzött ellenfelét. Nyomozótársával és romantikus partnerével, Blaire-rel együtt később egy rablás helyszínére érkezik, hezitálása miatt azonban a túszejtő, Keller régi ellensége, Shreck megöli az egyik túszt. 
Keller megtudja, hogy Shreck egy Fuego nevű fegyházból szökött meg, ahonnan tisztázatlan körülmények között más, halálra ítélt rabok holttestei is eltűntek. Egy megrendezett kettős gyilkosság és tárgyalás után az életfogytiglani fegyházbüntetésre ítélt Keller beépül a börtönbe (Shreck is itt tölti büntetését). A szadista őrök és a bosszúszomjas rabok folyamatosan a nyomozó életére törnek, ám szövetségesekre is szert tesz. A Caesar által megfélemlített börtönigazgató mindent megtesz annak érdekében, hogy Keller elinduljon a közelgő börtönviadalon. Keller megtudja, hogy az eltűnt rabokat ezen a viadalon versenyeztették egymás ellen életre-halálra. Nemsokára őt is látszólag kivégzik és a verseny helyszínére viszik. Blaire nem törődik bele Keller halálhírébe, rátalál egy rejtjelezett üzenetre és önállóan nyomozni kezd. 
Caesar megnyitja a kumitét, ahol hamarosan Keller is kénytelen lesz végezni egy ellenfelével. A döntőben Shreckkel kerül össze, aki erősebbnek bizonyul nála, de egy toll segítségével Keller megöli a férfit (hasonlóan ahhoz, ahogyan korábban Shreck a túszejtés áldozatát kivégezte). Mielőtt Ceasar emberei a nyomozót is lelőhetnék, Blaire felbukkan és megmenti partnere életét, majd Keller is több őrt agyonlő. Caesar túszul ejti Blaire-t, de Keller ezúttal nem hezitál és időben elsüti a ravaszt.

## Szereplők
- Daniel Bernhardt – John Keller ügynök
- Ivan Ivanov – Justin Caesar
- Lisa Stothard – Blaire
- Stefanos Miltsakakis – Schreck
- Michael Krawic – Winston
- Derek McGrath – Preston börtönigazgató
- David Rowe – Billings
- Elvis Restaino – Dr. Rosenbloom
- Dennis LaValle – Files
- Christine Marais – Regina
- Stefan Valdobrev – Gills

A film negatív főszereplőjét, Schrecket Bernhardt régi barátja, Stefanos Miltsakakis játszotta. A végső leszámolásukat Bernhardttal egy nap leforgása alatt, 15 órányi, kisebb sérülésekkel járó munkával vették fel.

## Kritikai visszhang
A TV Guide kritikusa szerint „a jó hír az, hogy nem kell végignézned az előző három részt, hogy megértsd ezt a folytatást. A rossz hír, hogy ez egy színtiszta Z-kategóriás szenny.” A The Action Elite kritikusa enyhébben fogalmazott: „A Véres játék 4. tartalmaz néhány elfogadható harci jelenetet és legalább próbál valamiben egy kicsit másabb lenni, de számomra mindenképpen ez a sorozat leggyengébb része”.
Bernhardt sem volt megelégedve a folytatással: a forgatókönyvet és az egész projektet bizarrnak érezte és nem tetszett neki a sztori sem, de a szerződése miatt kénytelen volt leforgatni a filmet. Az egyetlen pozitívum számára az volt, hogy a forgatáson ismerte meg későbbi feleségét, Lisa Stothardot.

## Fordítás
- Ez a szócikk részben vagy egészben  a   Bloodsport 4: The Dark Kumite című angol Wikipédia-szócikk fordításán alapul.  Az eredeti cikk szerkesztőit annak laptörténete sorolja fel. Ez a jelzés csupán a megfogalmazás eredetét és a szerzői jogokat jelzi, nem szolgál a cikkben szereplő információk forrásmegjelöléseként.